# Братство вовка
«Братство вовка» (фр. Le Pacte des loups) — детективний містичний бойовик з елементами жахів виробництва Франції, поставлений 2001 року режисером Крістофом Гансом. У центрі сюжету — розслідування серії жорстоких вбивств, що здійснюються в провінційній Франції XVIII століття загадковим реально існуючим чудовиськом, — Жеводанським Звіром. Премія «Сезар» найкращому художникові по костюмах .

## Сюжет
Франція, друга половина XVIII століття. У містечку під назвою Жеводан з'являється страшна, схожа на вовка істота, яку мешканці назвали Звіром. Вона безжалісно вбиває жінок і дітей, здається невловною, обминаючи численні облави, її не беруть кулі, вона зникає так само раптово як з'являється, і лише ті декілька, що вижили здатні описати її зовнішність. Хтось говорить, що це величезний вовк, інші вважають його прокльоном цих земель, посланим не те Богом, не те дияволом. Чутки про чудовисько швидко поширилися по всій Франції. Сам король Людовік XV вирішує розібратися в тому, що відбувається.
Для розслідування жорстоких вбивств у Жеводан приїхав Грегуар де Фронсак (Самюель Ле Б'ян), дослідник природи і королівський таксидерміст. Разом з ним на південь Франції вирушив його друг, слуга і побратим — індіанець-ірокез на ім'я Мані (Марк Дакаскос) (він колись врятував де Фронсаку життя, і тепер вони крові брати). Фронсак і Мані повинні вистежити та вбити Жеводанського звіра, який продовжує вбивати місцевих жителів.
Доро́гою до міста Фронсак і Мані рятують від солдатів місцевого знахаря і його доньку. Молодий маркіз Тома д'Апше переймається симпатією до Фронсака та його супутника і вирішує допомогти їм у розслідуванні. І хоча спочатку Фронсак був упевнений, що насправді міфічного звіра не існує, в процесі розслідування він розуміє, що міг помилятися. Обстеження одного з тіл дає несподівані результати: невідома істота повинна важити близько 500 фунтів і мати потужні щелепи. Незабаром Фронсак розуміє, що напади звіра на людей є зовсім не випадковими.

## У ролях
| Актор                |   | Роль                    |
| -------------------- | - | ----------------------- |
| Самюель Ле Б'ян      | … | Грегуар де Фронсак      |
| Марк Дакаскос        | … | Мані                    |
| Моніка Беллуччі      | … | Сільвія                 |
| Венсан Кассель       | … | Жан-Франсуа де Моранжья |
| Емілі Дек'єнн        | … | Маріанна де Моранжья    |
| Жеремі Реньє         | … | Тома д'Апше в молодості |
| Жак Перрен           | … | Тома д'Апше в старості  |
| Жан Янн              | … | граф де Моранжья        |
| Жан-Франсуа Стевенен | … | отець Анрі Сардіс       |
| Едіт Скоб            | … | графиня де Моранжья     |
| Бернар Фарсі         | … | П'єр-Жан Лаффон         |
| Ганс Маєр            | … | маркіз д'Апчер          |
| Філіпп Наон          | … | Жан Шастель             |
| Гаспар Ульєль        | … | Луї                     |

## Визнання
| Нагороди та номінації фільму «Братство вовка» | Нагороди та номінації фільму «Братство вовка»                | Нагороди та номінації фільму «Братство вовка»    | Нагороди та номінації фільму «Братство вовка»               | Нагороди та номінації фільму «Братство вовка» | Нагороди та номінації фільму «Братство вовка» |
| Рік                                           | Нагорода                                                     | Категорія                                        | Номінант                                                    | Результат                                     |                                               |
| --------------------------------------------- | ------------------------------------------------------------ | ------------------------------------------------ | ----------------------------------------------------------- | --------------------------------------------- | --------------------------------------------- |
| 2001                                          | Фестиваль романтичних фільмів у Кабурі                       | Найкраща нова акторка                            | Емілі Дек'єнн                                               | Перемога                                      |                                               |
| 2001                                          | Каталонський кінофестиваль в Сіджасі                         | Срібний Гран-прі                                 | Крістоф Ганс                                                | Перемога                                      |                                               |
| 2001                                          | Каталонський кінофестиваль в Сіджасі                         | Найкращий фільм                                  | Братство вовка                                              | Номінація                                     |                                               |
| 2001                                          | Приз Європейської кіноакадемії                               | Найкращий режисер                                | Крістоф Ганс                                                | Номінація                                     |                                               |
| 2002                                          | Брюссельський міжнародний кінофестиваль фантастичних фільмів | Золотий Гран-прі                                 | Крістоф Ган                                                 | Номінація                                     |                                               |
| 2002                                          | Премія «Сезар»                                               | Найкращий дизайн костюмів                        | Домінік Борг                                                | Перемога                                      |                                               |
| 2002                                          | Премія «Сезар»                                               | Найкраща музика до фільму                        | Джозеф Лодука                                               | Номінація                                     |                                               |
| 2002                                          | Премія «Сезар»                                               | Найкращі декорації                               | Гай-Клод Франсуа                                            | Номінація                                     |                                               |
| 2002                                          | Премія «Сезар»                                               | Найкращий звук                                   | Сиріл Гольтц та Жан-Поль Муґель                             | Номінація                                     |                                               |
| 2002                                          | Премія «Сатурн»                                              | Найкращий пригодницький фільм, бойовик чи трилер | Братство вовка                                              | Номінація                                     |                                               |
| 2002                                          | Премія «Сатурн»                                              | Найкраща режисерська робота                      | Крістоф Ганс                                                | Номінація                                     |                                               |
| 2002                                          | Премія «Сатурн»                                              | Найкращий актор другого плану                    | Марк Дакаскос                                               | Номінація                                     |                                               |
| 2002                                          | Премія «Сатурн»                                              | Найкраща акторка другого плану                   | Моніка Белуччі                                              | Номінація                                     |                                               |
| 2002                                          | Премія «Сатурн»                                              | Найкращий сценарій                               | Стефані Кабель, Крістоф Ганс                                | Номінація                                     |                                               |
| 2002                                          | Премія «Сатурн»                                              | Найкраща музика                                  | Джозеф Лодука                                               | Номінація                                     |                                               |
| 2002                                          | Премія «Сатурн»                                              | Найкращі костюми                                 | Домінік Борг                                                | Номінація                                     |                                               |
| 2002                                          | Премія «Сатурн»                                              | Найкращі спецефекти                              | Артур Віндус, Вал Вардлоу, Хел Бертрам, Нік Дрю, Себ Кодрон | Номінація                                     |                                               |
| 2003                                          | Премія Золотий трейлер (США)                                 | Найкращий іноземний фільм                        | Найкращий іноземний фільм                                   | Номінація                                     |                                               |
| 2003                                          | Премія Золотий трейлер (США)                                 | Найкращий фільм жахів                            | Найкращий фільм жахів                                       | Номінація                                     |                                               |

## Цікаві факти
- Декорацією до фільму слугував гасконський замок Роктайяд, розташований на південному заході Франції в комуні Мазер приблизно за 55 кілометрів на південний схід від Бордо.